# Kasendorf

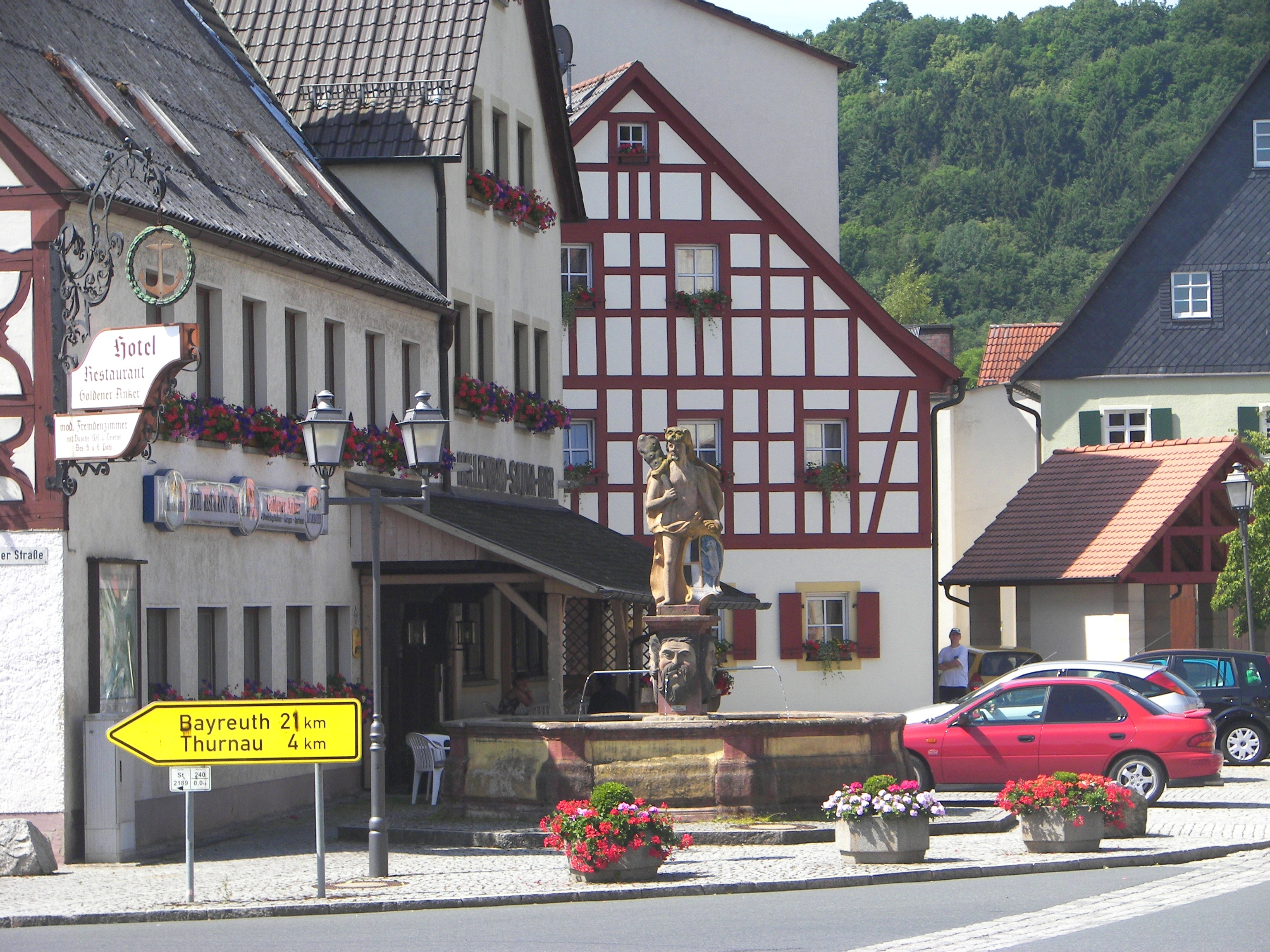
The centre of Kasendorf

Kasendorf è un comune tedesco di 2 617 abitanti, situato nel land della Baviera.